# Sarra Besbes
Pour les articles homonymes, voir Besbes.
Sarra Besbes, née le 5 février 1989 à Abou Dabi, est une escrimeuse tunisienne pratiquant l'épée et le fleuret individuel. Elle est la sœur des escrimeuses Azza, Hela et Rim Besbes, ainsi que de l'escrimeur Ahmed Aziz Besbes.

## Biographie

### Histoire de famille
L'escrime est une histoire de famille pour Sarra Besbes. En effet, sa mère Hayet Besbes a été la figure de proue de l'escrime féminine en Tunisie alors que son père Ali Besbes a été un ancien basketteur, membre du bureau directeur de la Fédération tunisienne d'escrime et professeur à l'Institut supérieur d'éducation physique de Tunis. Ses trois sœurs, Hela, Rim et Azza et son frère Ahmed Aziz font partie de l'équipe de Tunisie d'escrime.
Née et élevée dans un milieu d'éducateurs rigoureux et de sportifs de haut niveau, Sarra Besbes s'installe à l'âge de 19 ans à Paris pour progresser, conciliant ses études avec la pratique du sport. Elle intègre l'Association sportive féminine de Tunis. En 2008, elle intègre le club de la VGA Saint-Maur Omnisports.
Dans ce contexte, elle fait partie d'un programme ministériel de soutien aux sportifs d'élite qui lui permet de bénéficier d'une bourse nationale. Même si elle vit en France, elle est rattachée à la Fédération tunisienne d'escrime.

### Performances
À l'occasion de sa participation aux championnats d'Afrique 2009, Sarra Besbes devient championne d'Afrique à l'épée féminine individuelle, après une victoire en finale contre la championne d'Afrique 2008, Mona Abdel Aziz, sur le score de 15 à 10.
Sarra Besbes a été qualifiée à l'épée et au fleuret féminins (senior individuel) pour les Jeux olympiques d'été de 2008 mais n'a finalement pas concouru. Elle a aussi terminé à la 79e place à l'épée féminine (senior individuel) durant les championnats 2009 tenus à Antalya.

### Championnats du monde 2011
Le 10 octobre 2011, lors des championnats du monde organisés à Catane en Italie, Sarra Besbes, dans le cadre de la campagne Boycott, désinvestissement et sanctions, refuse le combat contre l’épéiste israélienne Noam Mills. Obligée par le règlement de se présenter sur la piste, elle se tient alors immobile, pointant son épée vers le sol, attendant que son adversaire gagne la partie par cinq touches à zéro. Selon des journalistes italiens présents sur place, la jeune sportive tunisienne avait l'air terriblement déçue de ne pas pouvoir pratiquer son sport. Elle n'a fait aucune déclaration aux médias et se serait réfugiée dans les vestiaires pour éclater en sanglots.

### Coupe du monde 2014-2015
Besbes connaît ses principaux succès individuels durant la saison de coupe du monde 2014-2015. En février 2015, elle devient la première escrimeuse tunisienne à gagner une épreuve de coupe du monde en s'imposant à Buenos Aires. Elle atteint le top seize mondial et remporte à nouveau les championnats d'Afrique. Aux championnats du monde, elle réalise un parcours sans faute jusqu'en demi-finale (battant trois adversaires par une touche d'écart), mais est éliminée par l'Italienne Rossella Fiamingo (15-10).

### Jeux olympiques de Tokyo
Elle participe aux Jeux olympiques de 2020 à Tokyo.

### Clubs
- 2000-2007 : Tunis Air Club (Tunisie)
- 2007-2008 : Association sportive féminine de Tunis (Tunisie)
- depuis 2008 : VGA Saint-Maur Omnisports (France)

## Palmarès
La liste ci-dessous présente les performances de Sarra Besbes au niveau senior :

### Épée féminine
- Championnats du monde
  -  Médaille de bronze à l'épée féminine senior individuel aux championnats 2015 (Moscou)
- Coupe du monde d'escrime
  -  Médaille d'or à l'épée féminine senior individuel au grand prix 2017 (Doha)
  -  Médaille d'argent à l'épée féminine senior individuel au grand prix 2016 (Budapest)
  -  Médaille d'argent à l'épée féminine senior individuel à la coupe du monde 2016 (Nankin)
  -  Médaille d'or à l'épée féminine senior individuel à la coupe du monde 2015 (Buenos Aires)
- Jeux africains
  -  Médaille d'or à l'épée féminine senior individuel aux jeux 2019 (Rabat)
  -  Médaille d'argent à l'épée féminine senior par équipes aux jeux 2019 (Rabat)
  -  Médaille d'or à l'épée féminine senior individuel aux jeux 2015 (Brazzaville)
  -  Médaille de bronze à l'épée féminine senior par équipes aux jeux 2015 (Brazzaville)
  -  Médaille de bronze à l'épée féminine senior individuel aux jeux 2007 (Alger)
  -  Médaille d'or à l'épée féminine senior par équipes aux jeux 2007 (Alger)
- Jeux panarabes
  -  Médaille d'or à l'épée féminine senior individuel aux jeux 2011 (Doha)
  -  Médaille d'or à l'épée féminine senior par équipes aux jeux 2011 (Doha)
  -  Médaille de bronze à l'épée féminine senior individuel aux jeux 2007 (Le Caire)
  -  Médaille d'or à l'épée féminine senior par équipes aux jeux 2007 (Le Caire)
- Jeux méditerranéens
  -  Médaille d'argent à l'épée féminine senior individuel aux jeux 2009 (Pescara)
- Championnats d'Afrique
  -  Médaille d'or à l'épée féminine senior individuel aux championnats 2019 (Bamako)
  -  Médaille d'argent à l'épée féminine senior par équipes aux championnats 2018 (Tunis)
  -  Médaille d'or à l'épée féminine senior individuel aux championnats 2016 (Alger)
  -  Médaille d'argent à l'épée féminine senior par équipes aux championnats 2016 (Alger)
  -  Médaille d'or à l'épée féminine senior individuel aux championnats 2015 (Le Caire)
  -  Médaille d'or à l'épée féminine senior par équipes aux championnats 2015 (Le Caire)
  -  Médaille d'or à l'épée féminine senior individuel aux championnats 2014 (Le Caire)
  -  Médaille d'or à l'épée féminine senior par équipes aux championnats 2014 (Le Caire)
  -  Médaille d'or à l'épée féminine senior individuel aux championnats 2013 (Le Cap)
  -  Médaille d'or à l'épée féminine senior par équipes aux championnats 2013 (Le Cap)
  -  Médaille d'or à l'épée féminine senior individuel aux championnats 2012 (Casablanca)
  -  Médaille d'or à l'épée féminine senior par équipes aux championnats 2012 (Casablanca)
  -  Médaille d'or à l'épée féminine senior individuel aux championnats 2011 (Le Caire)
  -  Médaille d'or à l'épée féminine senior par équipes aux championnats 2011 (Le Caire)
  -  Médaille d'or à l'épée féminine senior individuel aux championnats 2010 (Tunis)
  -  Médaille d'or à l'épée féminine senior par équipes aux championnats 2010 (Tunis)
  -  Médaille d'or à l'épée féminine senior individuel aux championnats 2009 (Dakar)
  -  Médaille d'or à l'épée féminine senior par équipes aux championnats 2009 (Dakar)
  -  Médaille de bronze à l'épée féminine senior individuel aux championnats 2008 (Casablanca)
  -  Médaille d'or à l'épée féminine senior par équipes aux championnats 2008 (Casablanca)
  -  Médaille de bronze à l'épée féminine senior individuel aux championnats 2006 (Casablanca)
  -  Médaille d'or à l'épée féminine senior par équipes aux championnats 2006 (Casablanca)
- Championnats arabes
  -  Médaille de bronze à l'épée féminine senior individuel aux championnats 2006 (Le Caire)
  -  Médaille d'or à l'épée féminine senior par équipes aux championnats 2006 (Le Caire)
- Championnats de France
  -  Médaille d'argent à l'épée féminine senior par équipes aux championnats 2013 (Livry-Gargan)
  -  Médaille d'argent à l'épée féminine senior individuel aux championnats de division II 2010 (Boulazac)
- Championnats de Tunisie
  -  Médaille d'argent à l'épée féminine senior individuel aux championnats 2008 (Tunis)
  -  Médaille d'or à l'épée féminine senior par équipes aux championnats 2008 (Tunis)
  -  Médaille d'or à l'épée féminine senior individuel aux championnats 2007 (Tunis)
  -  Médaille d'or à l'épée féminine senior par équipes aux championnats 2007 (Tunis)
  -  Médaille d'or à l'épée féminine senior individuel aux championnats 2006 (Tunis)
  -  Médaille d'or à l'épée féminine senior par équipes aux championnats 2006 (Tunis)
  -  Médaille d'or à l'épée féminine senior individuel aux championnats 2005 (Tunis)
  -  Médaille d'or à l'épée féminine senior par équipes aux championnats 2005 (Tunis)

### Fleuret féminin
- Jeux africains
  -  Médaille d'or au fleuret féminin senior individuel aux jeux 2015 (Brazzaville)
  -  Médaille d'argent au fleuret féminin senior individuel aux jeux 2007 (Alger)
  -  Médaille d'or au fleuret féminin senior par équipes aux jeux 2007 (Alger)
- Jeux panarabes
  -  Médaille d'or au fleuret féminin senior par équipes aux jeux 2011 (Doha)
  -  Médaille d'argent au fleuret féminin senior individuel aux jeux 2007 (Le Caire)
  -  Médaille d'or au fleuret féminin senior par équipes aux jeux 2007 (Le Caire)
- Championnats d'Afrique
  -  Médaille d'or au fleuret féminin senior par équipes aux championnats 2016 (Alger)
  -  Médaille d'or au fleuret féminin senior par équipes aux championnats 2013 (Le Cap)
  -  Médaille d'argent au fleuret féminin senior par équipes aux championnats 2012 (Casablanca)
  -  Médaille d'argent au fleuret féminin senior par équipes aux championnats 2010 (Tunis)
  -  Médaille d'or au fleuret féminin senior par équipes aux championnats 2009 (Dakar)
  -  Médaille d'argent au fleuret féminin senior individuel aux championnats 2008 (Casablanca)
  -  Médaille d'or au fleuret féminin senior par équipes aux championnats 2008 (Casablanca)
  -  Médaille d'or à l'épée féminine senior par équipes aux championnats 2006 (Casablanca)
  -  Médaille d'argent au fleuret féminin senior individuel aux championnats 2006 (Casablanca)
- Championnats arabes
  -  Médaille d'argent au fleuret féminin senior individuel aux championnats 2006 (Le Caire)
  -  Médaille d'or au fleuret féminin senior par équipes aux championnats 2006 (Le Caire)
- Championnats de Tunisie
  -  Médaille d'argent au fleuret féminin senior individuel aux championnats 2007 (Tunis)
  -  Médaille d'argent au fleuret féminin senior par équipes aux championnats 2007 (Tunis)
  -  Médaille d'or au fleuret féminin senior individuel aux championnats 2006 (Tunis)
  -  Médaille d'argent au fleuret féminin senior par équipes aux championnats 2006 (Tunis)

### Sabre féminin
- Championnats d'Afrique
  -  Médaille d'or au sabre féminin senior par équipes aux championnats 2013 (Le Cap)